# June Clyde
June Clyde (Saint Joseph, 2 dicembre 1909 – Fort Lauderdale, 1º ottobre 1987) è stata un'attrice, cantante e ballerina statunitense.

## Biografia
Di religione mormone, era nipote dell'attrice Leona Hutton. Iniziò la sua carriera di attrice e cantante quando aveva sette anni, recitando sui palcoscenici del vaudeville; a nove anni era conosciuta con il nome d'arte di "Baby Tetrazini" (Tetrazini era il nome di sua madre).
La sua prima apparizione sullo schermo fu in The Sea Wolf di George Melford; riprese in seguito a recitare in teatro.
Prima di sposarsi con il regista Thornton Freeland, la sua carriera hollywoodiana fu piuttosto modesta. Con il marito, andò in Inghilterra, dove, dal 1934, apparve in alcuni film britannici e in alcune produzioni teatrali. Ritornò a lavorare periodicamente negli Stati Uniti sia in teatro che al cinema.

## Riconoscimenti
- WAMPAS Baby Stars 1932

## Filmografia parziale
- La ragazza del bacio (Street Girl), regia di Wesley Ruggles (1929)
- L'ultimo viaggio (Side Street), regia di Malcolm St. Clair (1929)
- Tanned Legs, regia di Marshall Neilan (1929)
- Il mistero di mezzanotte (Midnight Mystery), regia di George B. Seitz (1930)
- Arizona, regia di George B. Seitz (1931)
- La donna proibita (Back Street), regia di John M. Stahl (1932)
- Notte di fuoco (Radio Patrol), regia di Edward L. Cahn (1932)
- A Study in Scarlet, regia di Edwin L. Marin (1933)
- Solo una notte (Only Yesterday), regia di John M. Stahl (1933)
- La grande festa (Hollywood Party), regia di aa.vv. (1934)
- No Monkey Business, regia di Marcel Varnel (1935)
- Quella notte con te (Unfinished Business), regia di Gregory La Cava (1941)
- Il mistero delle sette porte (Seven Doors to Death), regia di Elmer Clifton (1944)
- Notte senza stelle (Night Without Stars), regia di Anthony Pelissier (1951)
- Un giorno... tutta la vita (24 Hours of a Woman's Life), regia di Victor Saville (1952)
- L'idolo (The Love Lottery), regia di Charles Crichton (1954)
- La storia di Esther Costello (The Story of Esther Costello), regia di David Miller (1957)